# 公娼
公娼（こうしょう）とは、娼婦（売春婦）のうち、公に営業を許された娼婦をいう。公の営業許可を得ていない私娼に対する。

## 概念・大要

### 定義・概念
山下英愛は公娼制度を「国家や都市で一定基準のもとに女性の買春を公認し、売買春を適法行為とみなすこと」と定義している。
近代公娼制度について、秦郁彦はナポレオンの戦争で性病が兵士に流行したことがきっかけで19世紀初頭に始まったとし、また藤目ゆきは「軍隊慰安と性病管理を機軸とした国家管理売春の体系」と定義したうえで、近代公娼制度はフランス政府で確立し、その後ヨーロッパやイギリス、日本にも導入されたと指摘している（「性の歴史学　公娼制度・堕胎罪体制から売春防止法・優生保護法体制へ」）
眞杉侑里は、日本の近代公娼制について、1872年（明治5年）の太政官達295号（娼妓解放令）を画期として、「前近代のそれとは隔絶する形で再構成された売春統制政策であり、娼妓が届出を行う事によって稼業許可を与え、一定の制限区域（貸座敷指定地）でのみ営業を認めるものであった」と述べている。
また、「近代公娼制度はその成立段階に於いて人身売買を禁止（「娼妓解放令」）し、以降もその方針は継続するものであり、再編された公娼制度にあっては並存すべきものといえる」と指摘したうえで、近代公娼制における人身売買的側面の研究を行った
つまり、私娼を禁じて取り締まる一方で、年齢その他の条件に合えば合法として登録認可し、性病防止のための検査などを義務づけて行うものである。また営業範囲について、一定区画でのみの場合（集娼制）と制限がきつくない場合（散娼制）がある。

### 実際
日本では集娼制をとり、その多くは江戸時代からある遊廓という日常生活も区画内に制限する形式を受け継いだ。これは九州においてはマリア・ルス号事件からの外国人の目を気にした面も指摘されるし、日露戦争後の満州大連においては現地の目を気にしたのが大きな一因とも言われる。
同じようにフランスなどでは、娼婦の館からの外出が制限されていた。明治初めから娼妓（娼婦）の自由意志による営業を原則としつつも、この遊廓・集娼制という閉鎖環境は女衒を通じた前借金という契約慣行と合わさって、無知につけ込んだ不正な契約や搾取が横行したりもする温床ともなり、公娼廃止の運動に力を与えた。（強い不正行為が全体の中で占める比率は高くないことを示す統計もあり、一般には認識が固まっていない。）
このような条件付き公認娼婦という制度が古くから生じてきた理由として、私娼の取り締まりの難しさが存在する。自由恋愛の金銭援助とさまざまな形態の私娼との区別が付きにくいこと、貧しさによる売春への流れを防ぐ有効な方法がないこと、明確に非合法化すると犯罪組織を引き入れやすいこと、などである。誘拐・人身売買の監視の便利ということもすでに江戸初期の遊廓設置の名目にあった。近代になっては性病検査を彼女等が避けごまかす傾向が強かったという事情もある（理由は恥ずかしさ・営業を続けるため・費用・女性の自覚症状のうすさ・性病の害の認識が発達途上だったこと）。
近代公娼の拡大と共に、公娼への反対運動も19世紀から存在したが、思想・価値観による傾向も強く、性病や労働環境などの実際の改良意見よりも、廃止と存続を廻る意見が多かった。第二次世界大戦前に欧米中心に公娼廃止が広がったのは、欧州女性の国際的人身売買の受け皿として、南米の娼館があったからだという。
現在も、オランダやシンガポール（ゲイラン地区）など、貧富の差やエイズ防止などから売春を合法化する国は存在する。新しいその中には免許制や安全のための公的管理など公娼制度といえるものがある。

## 古代・中世の公的な娼婦の制度

### ギリシア
公娼制度の歴史は古く、古代ギリシアのソロンはアテナイに国営の公共娼家「ディクテレオン」を設立し、服装も統制され、儀礼などへの参加も禁じられていたといわれる。アテナイの公娼は下級売春婦であった。

### ローマ帝国
ローマ帝国でも公娼と私娼があり、売買奴隷、捕虜、さらわれた女性や捨て子などが娼婦となった。ティベリウス、カリグラ皇帝などは、登録制や課税等の統制政策をとり、娼婦は一定の服装や、髪を黄色に染めることなどが命じられた。ユスティヌアヌス皇帝は、仲介業者や娼家経営者を規制する法令を出した。

### 中国

#### 周・漢
古代中国の周の荘王も公娼制度または管理売春制度を創設していた。
捕虜女性が性奴隷になるのは古代中国でも同様で、漢帝国の時代に良民と賤民を分ける身分制度が成立すると、性奴隷の供給源は罪人の妻などに変化した（籍没という）。
唐では征服された国の女性が妓女として皇帝や軍人・官僚を喜ばせた。また金王朝に破れた北宋の女性は連行され、洗衣院に入れられ性奴隷とされた。明の初期には前代の元朝の支配層であったモンゴル人女性が後宮に入っている。

#### 金朝の洗衣院
1126年の靖康の変で北宋は金王朝に破れた。靖康元年（1126年）12月初10日、宋官僚の呉幵と莫儔は、親王、宰執、宗室の娘各二人、民間や楽団の女性各500人と宝物を献上し、宗室の女性は金の二首領粘没喝（完顔粘罕）と完顔斡離不（完顔宗望）にささげられた。その代わり、黄河以南の地を宋側に保全してもよいとの許しを得ることができた。元北宋の皇太后、皇后、妃嬪、皇女（公主）、宗女（宗姫）、女官、宮女、官吏や平民の女性は金に連行され、洗衣院という官設の妓院に入れられ、性的奉仕を強要された。幼い皇女も洗衣院で育てられ、成長後に洗衣院の娼婦となった。南宋の初代皇帝高宗の母の韋氏、妻の邢皇后や娘の趙仏佑、趙神佑も含まれていた。金の捕虜となって北方へ拉致された女性の数は宋の妃嬪83名、王妃24名、皇女22名、嬪御98名、王妾28名、宗姫52名、御女78名、宗室に近い姫達195名、族姫1241名、女官479名、宮女479名、采女604名、宗婦2091名、族婦2007名、歌女1314名、貴戚、官民の女性達3319名の計11635名であった。宋王宮の女性捕虜は、金額を付けられて戦争報酬・賞与とされ、金の将兵に分け与えられた。『呻吟語』には「十に九人、娼となりて、名節を失い、身もまた亡ぶ」「辛うじて妓楼を出ても、即ち鬼籍に上る」。また、ある鍛冶屋によれば「八金を以って娼婦を買う、すると実に親王女孫（皇族の孫娘）、相国姪婦（宰相の甥の嫁）、進士夫人（科挙合格者の妻）なり」ともある。等級に関係なく女性達はみな女真人から陵辱を受けたといわれ、『南征録匯』には「開封府の港には人の往来、絶え間なく続き、婦女より嬪御まで妓楼を上下し、その数五千を超え、皆盛装を選び出ず。選んで収むること処女3000、入城を淘汰し、国相（完顔宗翰）より取ること数10人、諸将より謀克までは賜ること数人、謀克以下は賜ること一、二人。韋后、喬貴妃ら北宋後宮は貶められ、金国軍の妓院に入れられる」とある。金の兵から彼女らは陵辱を受け続け、「掠められた者、日に涙を以って顔を洗い、虜酋（金皇帝・皇族・将帥など）共、皆婦女を抱いて、酒肉をほしいままにし、管弦を弄し、喜楽極まりなし」。汚辱に耐えかねた欽宗の皇后朱氏は入水して自害した。

#### 明朝
王朝交代の戦乱などでは被征服者の女性が公娼となる場合が多く、明の初期には前代の元朝の支配層であったモンゴル人女性が後宮に入ったと齋藤茂は述べた。

### 朝鮮
中国の妓女制度が伝わったともいわれる朝鮮の妓生（キーセン）制度の発祥については様々な説がある。宗教民俗学者の李能和『朝鮮解語花史』（1927年）によると、新羅の真興王37年に「源花を奉る」とあり、源花は花郎（ファラン）と対になっており、源花は女性、花郎は美少年がつとめ、これが妓生のはじまりであるとする。

### 高麗の妓生制
高麗時代（918年 - 1392年）に、中国の妓女制度が伝わり朝鮮の妓生制度になったとされる。李能和も『高麗史』にもとづき、百済遺民の女性を飾り立て高麗女楽を習わせたことも起源の一つとしている。また、李氏朝鮮後期の学者丁茶山（1762年 - 1836年）の説では妓生は百済遺民柳器匠末裔の楊水尺（賤民）らが流浪しているのを高麗人李義民が男を奴婢に女は妓籍に登録管理したことに由来するともいう。柳田國男は妓生と日本の傀儡子は同祖と考えたが、のちに撤回した。その後、滝川政次郎なども同系説を提唱し、川村湊も性器信仰が妓生と傀儡子に共通することなどから、渡来説は有力とみている。
高麗時代の妓生は官妓（女官）として政府直属の掌学院に登録され、歌舞や医療などの技芸を担当したが、次第に官僚や辺境の軍人への性的奉仕も兼ねるようになった。

### 李氏朝鮮の妓生制
1392年に李氏朝鮮が成立し、1410年には妓生廃止論がおこるが、反対論のなかには妓生制度を廃止すると官吏が一般家庭の女子を犯すことになるとの危惧が出された。山下英愛はこの妓生制度存廃論争をみても、「その性的役割がうかがえる」とのべている。4代国王世宗のときにも妓生廃止論がおこるが、臣下が妓生を廃止すると奉使（官吏）が人妻を奪取し犯罪に走ると反論し、世宗はこれを認め「奉使は妓をもって楽となす」として妓生制度を公認した。李氏朝鮮政府は妓生庁を設置し、またソウルと平壌に妓生学校を設立し、15歳〜20歳の女子に妓生の育成を行った。
李能和によれば、李王朝の歴代王君のなかでは9代国王成宗と10代国王燕山君が妓娼をこよなく愛した。とりわけ燕山君は暴君で知られ、後宮に妓娼をたくさん引き入れ、王妃が邪魔な場合は処刑した。燕山君は、妓生を「泰平を運んでくる」という意味で「運平（うんぴょん）」と改称させ、全国から美女であれば人妻であれ妾であれ強奪し、「運上」させるよう命じた。全国から未婚の処女を「青女」と呼んで選上させたり、各郡の8歳から12歳の美少女を集め、淫したとも記録され、『李朝実録』では「王色を漁す区別なし」と記している。化粧をしていなかったり、衣服が汚れていた場合は妓生に杖叩きの罰を与え、妊娠した妓生は宮中から追放し、また妓生の夫を調べ上げて皆斬殺した。燕山君の淫蕩の相手となった女性は万にいたったともいわれ、晩年には慶会楼付近に万歳山を作り、山上に月宮をつくり、妓生3000余人が囲われた。
官卑・奴婢としての妓生
高麗・李朝時代の身分制度では、支配階級の両班、その下に中庶階級（中人・吏属）、平民階級があり、その下に賤民階級としての奴婢と七賤があった。林鍾国によれば、七賤とは商人・船夫・獄卒・逓夫・僧侶・白丁・巫女（ムーダン）のことをいい、これらは身分的に奴隷ではなかったのに対して、奴婢は主人の財産として隷属するものであったから、七賤には及ばない身分であった。奴婢はさらに公賤と私賤があり、私賤は伝来婢、買婢、祖伝婢の三種があり、下人を指した。奴婢は売買・略奪の対象であるだけでなく、借金の担保であり、贈り物としても譲与された。従母法では、奴婢の子は奴婢であり、したがってまた主人の財産であり、自由に売買された。そのため、一度奴婢に落ちたら、代々その身分から離脱できなかった。
朝鮮時代の妓生の多くは官妓だったが、身分は賤民・官卑であった。朝鮮末期には妓生、内人（宮女）、官奴婢、吏族、駅卒、牢令（獄卒）、有罪の逃亡者は「七般公賤」と呼ばれていた。
婢女は筒直伊（トンジキ）ともよばれ、下女のことをいい、林鍾国によれば、朝鮮では婢女は「事実上の家畜」であり、売却（人身売買）、私刑はもちろん、婢女を殺害しても罪には問われなかったとしている。さらに林は「韓末、水溝や川にはしばしば流れ落ちないまま、ものに引っ掛かっている年ごろの娘たちの遺棄死体があったといわれる。局部に石や棒切れを差し込まれているのは、いうまでもなく主人の玩具になった末に奥方に殺された不幸な運命の主人公であった」とも述べている。
両班の多くの家での婢女は奴僕との結婚を許されており、大臣宅の婢女は「婢のなかの婢は大官婢」とも歌われたが結婚は許されなかった。林鍾国は、婢女が主人の性の玩具になった背景には、朝鮮の奴隷制・身分制度のほか、当時の「両班は地位が高いほど夫人のいる内部屋へ行くことを体面にかかわるものと考えられたので、手近にいる婢女に性の吐け口を求めるしかなかった」ためとし、若くて美しい官婢が妾になることも普通で、地方官吏のなかには平民の娘に罪を着せて官婢に身分を落とさせて目的をとげることもあったとしている。
また、性的奉仕を提供するものを房妓生・守廳妓生といったが、この奉仕を享受できるのは監察使や暗行御使などの中央政府派遣の特命官吏の両班階級に限られ、違反すると罰せられた。
一牌・二牌・三牌・蝎甫（カルボ）
朝鮮社会では妓生の他にも様々な娼婦・遊女の形態があった。李能和によると、遊女の総称を蝎甫（カルボ）といい、中国語で臭虫という。蝎甫には、妓女（妓生）、殷勤者（ウングンジャ）、塔仰謀利（タバンモリ）、花娘遊女（ファランユニョ）、女社堂牌・女寺堂牌（ヨサダンペ）、色酒家（セクチュガ）が含まれた。
- 妓生は一牌（イルベ）といわれ、妓生学校を卒業後は宮中に出たり、また自宅で客をとったり、30歳頃には退妓し、結婚したり、遣り手や売酒業（実質的には売春業）を営んだ[45]。
- 二牌（イベ）は、殷勤者または隠勤子といい、隠密に売春業を営んだ女性をさし、一牌妓生崩れがなったという[45]。
- 三牌は搭仰謀利といい、近代化以前は京城に散在していたが、のちに詩洞（シドン）に集められ、仕事場を賞花室（サンファシル）と称して、三牌も妓生と呼ばれるようになった[45]。

花娘遊女は成宗の時代に成立し、春夏は漁港や収税の場所で、秋冬は山寺の僧坊で売春を行った。僧侶が手引きをして、女性を尼として僧坊に置き、売春業を営んでいた。僧侶が仲介していた背景について川村湊は、李朝時代には儒教が強くなり、仏教は衰退し、僧侶は賤民の地位に落とされ、寄進等も途絶えたためと指摘している。
女社堂牌は大道芸人集団で、昼は広場（マダン）で曲芸や仮面劇（トッポギ）、人形劇を興行し、夜は売春を行った。男性は男寺堂（ナムサダン）といい、鶏姦の相手をした。女性は女寺堂（ヨサダン）といい、売春した。社堂（サダン）集団の本拠地は安城の青龍寺だった。川村湊は女社堂牌を日本の傀儡子に似ているといっている。
色酒家とは日本でいう飯盛女、酌婦で、旅館などで売春を行った。売酒と売春の店舗をスルチビといい、近年でもバーやキャバレーにスルチプ・アガシ（酒場女）、喫茶店（チケット茶房）ではタバン・アガシ（茶房女）、現在でもサウナ房（バン）（ソープランド）や「頽廃理髮所」ともよばれる理髪店でミョンド・アガシ（カミソリ娘）という女性がいる。
朝鮮には春画はないとも一部でいわれてきたが、風俗画家申潤福の「伝薫園」や、金弘道の「四季春画帖」など性交や性戯の場面を描いた春画も多数あり、朝鮮春画の登場人物はほぼすべて妓生と客であった。川村湊はこうしたエロティックアートのまなざしのなかで妓生だけが登場人物となった点を朝鮮春画の特色としたうえで、その背景に朝鮮儒教があり、「たとえ虚構の絵画のなかであっても、淫らなことを行い、性を剥き出しにし、露骨な痴態を示すのは妓生だけ」でなければならなかったと指摘している。

#### 政治外交と妓生
燕山君など王が女淫に耽ったため、臣下も風俗紊乱であった。川村湊はこの時代を「畜妾、畜妓は当たり前のことであり、妓生の、妓生による、妓生のための政治というべきもの」で、朝鮮は「妓生政治・妓生外交」を行っていたと評し、さらに現在の金氏朝鮮（北朝鮮）が全国から美女を集め「喜び組」と呼んで、気に入った女性を要人の夜伽に供していたことから、金正日は「燕山君などの正統な後継者」と評している。
妓生は国境守備将兵の慰安婦としても活用され、国境の六ヶ所の「鎮」や、女真族の出没する白頭山付近の四ヶ所の邑に派遣され、将兵の裁縫や酒食の相手や夜伽をし、士気を鼓舞した。
妓生は外交的にも使われることがあり、中国に貢女（コンニョ）つまり貢ぎ物として「輸出」された。高麗時代には宋の使いやまた明や清の外交官に対しても供与された。李朝時代でも成宗が辺境の娼妓は国境守備の将兵の裁縫のために置いたものだが都の娼妓は風俗紊乱をもたらしているために妓生制度を廃止したらどうかと提案したところ、臣下は「中国の使臣のために女楽を用いるため妓生は必要です」と妓生の外交的有用性をもって答えたため、成宗は満足して妓生制度を公認している。これらは日本人（倭人）に対しても行われ、1507年の『権発日記』には倭の「野人」にも美しい妓生を供進したと記録されている。
川村湊は、朝鮮の中国外交は常に事大主義を貫き、使臣への女色の供応は友好外交のための「安価な代価（生け贄）にほかならなかった」とし、また韓国併合以後の総督府政治もこのような「妓生なくして成り立たない国家体制」を引き継いだものであるとした。

### 中世ヨーロッパ
中世のヨーロッパでは売春は批判されたが、公娼制度は保護され、徴税の対象となった。娼家は登録制で、フランスのトゥールーズ、アビニョン、イタリアのボローニャ、ラベンナ、ナポリ、イギリスのロンドンでは大規模な娼家街があったことで知られ、ドイツ各都市にも娼家はあった。アヴィニョンには国営の娼家があり、設置目的は街頭娼婦の追放であった。

### 十字軍
十字軍遠征では「売春婦部隊」・「従軍売春婦」が従軍した。宗教改革以降、売春は罪悪視され、処罰されるようになった。
16世紀にはスペイン軍がオランダ侵攻した際に売春婦が1200人随行したとされ、またドイツで1598年に刊行された軍事教科書では随行売春婦の役割について論じられているとヒックスは言う。

## 日本の公娼制
日本における公娼制度の歴史は、必ずしも明らかではなく、1193年（建久4年5月15日）に、遊女屋および遊女を取り締まるために、源頼朝が里見義成に遊女別当を命じた（『吾妻鏡』）ことが、関連する史実の文献初出であろうという。
室町時代足利氏は、1528年（大永8年）、傾城局をもうけ、竹内新次郎を公事に任じ鑑札を与えて税金を取った。売春業を公に認めたのである。
戦国時代には、続く戦乱によって奴隷売買も盛んになり、遊女も増えた。「天文・永禄のころには駿河の富士の麓に富士市と称する所謂奴隷市場ありて、妙齢の子女を購い来たりて、之を売買し、四方に輸出して遊女とする習俗ありき」と言う。
豊臣秀吉は「人心鎮撫の策」として、遊女屋の営業を積極的に認め、京都に遊廓を造った。1585年に大坂三郷遊廓を許可。89年京都柳町遊里（新屋敷）＝指定区域を遊里とした最初である。秀吉も遊びに行ったという。オールコックの『大君の都』によれば、「秀吉は・・・・部下が故郷の妻のところに帰りたがっているのを知って、問題の制度（遊廓）をはじめたのである」
やがて「その制度は各地風に望んで蔓延して伊勢の古市、奈良の木辻、播州の室、越後の寺泊、瀬波、出雲碕、その他、博多には「女膜閣」という唐韓人の遊女屋が出来、江島、下関、厳島、浜松、岡崎、その他全国に三百有余ヶ所の遊里が天下御免で大発展し、信濃国善光寺様の門前ですら道行く人の袖を引いていた。」　のだという。

### 江戸時代の公娼制・遊廓
江戸時代に入ると、麹町道三町、麹町八丁目、神田鎌倉海岸、京橋柳橋に遊女屋がいとなまれた。
徳川家康は『吾妻鏡』に関心を示し、秀吉の遊廓政策に見習い、徳川安泰を謀り、柳町遊女屋庄司甚右衛門に吉原遊廓設置許可を与えた。庄司甚右衛門は「（大遊廓をつくって）お大阪残党の吟味と逮捕」を具申したのである。甚右衛門はこう述べた。1、大阪残党の詮議と発見には京の島原のような規模が適切である。2、江戸に集まる人々の性犯罪の防止のため3、参勤交代の武家の性処理4、江戸の繁栄に役立つ。幕府は三都の遊廓（吉原、京の島原、大阪新地）を庇護して税金を免除し、広大な廊内に自治権を与え、業者を身内扱いしたのであった。将軍代替わりの祝儀、料理人の派遣、摘発した私娼の引渡しがなされ、江戸では1666年に私娼大検挙がなされ、湯女512人が吉原に引き渡され吉原の繁栄をもたらした。明治以降の日本の「公娼制度」にも政府と遊廓との結びつきが見られるのは、江戸時代に幕府と遊廓業者が結びついたこの伝統下にあると言える。江戸幕府は、散在する遊女屋を特定地域に集合させるために、1617年（元和3年）、日本橋葺屋町界隈に遊廓の設置を許可し、ここを「吉原」と命名した。1657年（明暦3年）に、浅草日本堤下に移転（新吉原）を命じた。この時、5箇条の掟書を出して、その取締規則によって営業させた。すなわち、
こうして江戸に遊廓が設置され、ついで京都、伏見、兵庫、大津などにも公認の遊廓が設置された。その一方で、市中にひそむ私娼を取締まり、これを禁じた。このため、城下町や駅路でいとなまれる遊女屋は、「はたごや」という名目をとり、そこの遊女を「こども」、「めしもりおんな」などといった。
こうして二百数十年間に渡って日本各地に遊廓が栄え、江戸文化の1つとなったが、やがて、性病が蔓延し、幕末には約三割が梅毒感染者であったとも言う。家康自身が70を過ぎて淋病にかかり、他におおくの感染者がいた。

## 朝鮮の公娼制

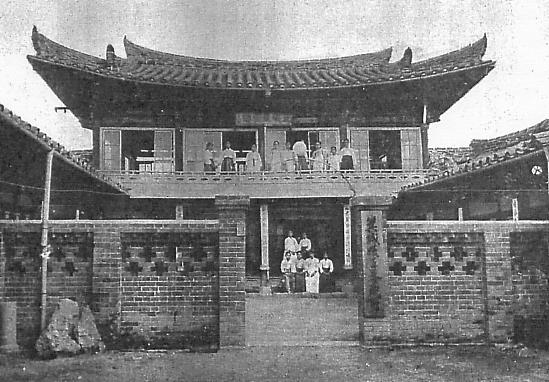
平壌にあった妓生学校

### 妓生制度
朝鮮には、中国の妓女制度が伝わった妓生（きしょう、기생、キーセン）制度があった。韓国の梨花女子大学校編『韓国女性史』（1978年）によれば、妓女制度はもとは宮中の医療や歌舞を担当する女卑として妓生（官妓）を雇用する制度であったが、のちに官吏や辺境の軍人の性的奉仕を兼ねるようになった。山下英愛は「朝鮮社会にも昔から様々な形の売買春が存在した。上流階級では高麗時代に中国から伝わったといわれる妓女制度があり、日本によって公娼制度が導入されるまで続いた」と述べている。川田文子は、妓生のほかに雑歌をたしなむ娼女、流浪芸能集団であった女社堂牌（ヨサダンペ）、色酒家（セクチュガ）で働く酌婦などの形態があったが、特定の集娼地域で公の管理を行う公娼制度とは異なるものであるとした。
また、在日朝鮮人歴史学者の金富子や梁澄子、在日韓国人の評論家の金両基らは、妓生制度は売買春を制度化する公娼制度とは言えないと主張している。金両基は多くの妓生は売春とは無縁であり、漢詩などに名作を残した一牌妓生黄真伊のように文化人として認められたり、妓生の純愛を描いた『春香伝』のような文学の題材となっており、70年代から90年代にかけて主に日本人旅行客の接待に使われたキーセン観光はとはまったく違うものであると反論した。(公娼の定義については#概念・大要を参照）
山地白雨が1922年に刊行した『悲しき国』（自由討究社）では「妓生は日本の芸者と娼妓を一つにしたやうな者で、娼妓としては格が高く、芸者としては、其目的に添はぬ処がある」「其最後の目的は、枕席に侍して纏綿の情をそそる処にある」と記している。同じ1922年に刊行された柳建寺土左衛門（正木準章）『朝鮮川柳』（川柳建寺社）では妓生を朝鮮人芸者のことで京都芸者のようだとし、蝎甫（カルボ）は売春婦であると書かれ、1934年の京城観光協会『朝鮮料理　宴会の栞』では「エロ方面では名物の妓生がある。妓生は朝鮮料理屋でも日本の料理屋でも呼ぶことができる。尤も一流の妓生は三、四日前から約束して置かないと仲中見られない」とあり、「猟奇的方面ではカルボと云うのがある。要するにエロ・サービスをする女である」「カルボは売春婦」であるとして、妓生とカルボとを区分して書かれていた。（蝎甫（カルボ）については後述する）
川村湊は「李朝以前の妓生と、近代以降のキーセンとは違うという言い方がなされる。江戸期の吉原遊廓と、現代の吉原のソープランド街が違うように。しかし、その政治的、社会的、制度的な支配−従属の構造は、本質的には同一である」とのべ、現代のソウルの弥亜里88番地のミアリテキサスや清凉里 588といった私娼窟にも「性を抑圧しながら、それを文化という名前で洗練させていった妓生文化の根本にあるものはここにもある」とも述べている